# Gottfried Wenzelburger
Gottfried Wenzelburger (* 7. Februar 1914; † unbekannt) war ein deutscher Fußballspieler.

## Karriere

### Vereine
Wenzelburger gehörte dem VfL Neckarau als Mittelfeldspieler an, für den er zunächst von 1933 bis 1945 in der Gauliga Baden, eine von zunächst 16, später auf 23 aufgestockten Gauligen zur Zeit des Nationalsozialismus als einheitlich höchste Spielklasse im Deutschen Reich, Punktspiele bestritt. Als Dritter erreichte er mit seinem Verein in der Saison 1934/35 die bis dahin beste, als Neunter in der Saison 1938/39 die schlechteste Platzierung.
In der in drei Gruppen ausgetragenen Gauliga Baden, belegte er mit seiner Mannschaft 1939/40 den vierten Platz von sechs teilnehmenden Mannschaften in der Gruppe Nordbaden und entging nur knapp dem Abstieg in die zweitklassige Bezirksliga Baden. Seinen größten Erfolg erzielte er mit seiner Mannschaft in der Folgesaison mit der Gaumeisterschaft, die mit zwei Punkten vor dem VfB Mühlburg gewonnen wurde. Infolgedessen nahm er mit dem VfL Neckarau das einzige Mal an der Endrunde um die Deutsche Meisterschaft teil. In dem in vier Gruppen, davon zwei in Untergruppen ausgetragenen Wettbewerb, kam er in allen Spielen der Gruppe 4 zum Einsatz. Sein Debüt gab er am 13. April 1941 in Mannheim bei der 0:7-Niederlage gegen den SK Rapid Wien; sein einziges Tor erzielte er am 18. Mai 1941 beim 5:3-Sieg über die Stuttgarter Kickers mit dem Treffer zum 3:3 in der 75. Minute.
In der in zwei Gruppen ausgetragenen Gauliga Baden, schloss seine Mannschaft die Saison 1941/42 als Zweitplatzierter der Gruppe Nord ab. Die damit verbundene Teilnahme an der Endrunde um die Gaumeisterschaft Baden wurde als Drittplatzierter abgeschlossen.
Nachdem der Verband zur Saison 1942/43 zum eingleisigen Modus zurückgekehrt war, wurde die Folgesaison erneut in drei Gruppen ausgetragen; in der Gruppe Nordbaden – nunmehr als KSG Neckarau/SpVgg 07 Mannheim, wie auch in der erneut eingleisigen Gauliga 1944/45, belegte sein Verein den jeweils vierten Platz.
Nach dem Ende des Zweiten Weltkriegs spielte er für seinen Verein zunächst in der Saison 1945/46 in der zweitklassigen Landesliga Württemberg, aus dem er als Meister hervorging. Von 1946 bis 1948 bestritt er zwei Spielzeiten in der erstklassigen und seit 1945 bestehenden Oberliga Süd, bevor sein Verein als 16. von 20 teilnehmenden Vereinen in die Landesliga Nordbaden absteigen musste.

### Auswahlmannschaft
Als Spieler der Gauauswahlmannschaft Baden, nahm er an der siebten Auflage des Gauauswahlwettbewerbs um den Reichsbundpokal teil. Nach dem 3:2-Vorrundensieg n. V. am 6. Oktober 1940 über die Gauauswahlmannschaft Sudetenland und dem 2:0-Zwischenrundensieg am 3. November 1940 über die Gauauswahlmannschaft Berlin-Brandenburg erreichte seine Mannschaft das Halbfinale. Die am 9. März 1941 im Stadion am Ostragehege, der Spielstätte des Dresdner SC, vor 17.000 Zuschauern gegen die Gauauswahlmannschaft Sachsen ausgetragene Begegnung endete mit der 2:7-Niederlage.

## Erfolge
- Gaumeister Baden 1941